# George Hurrell

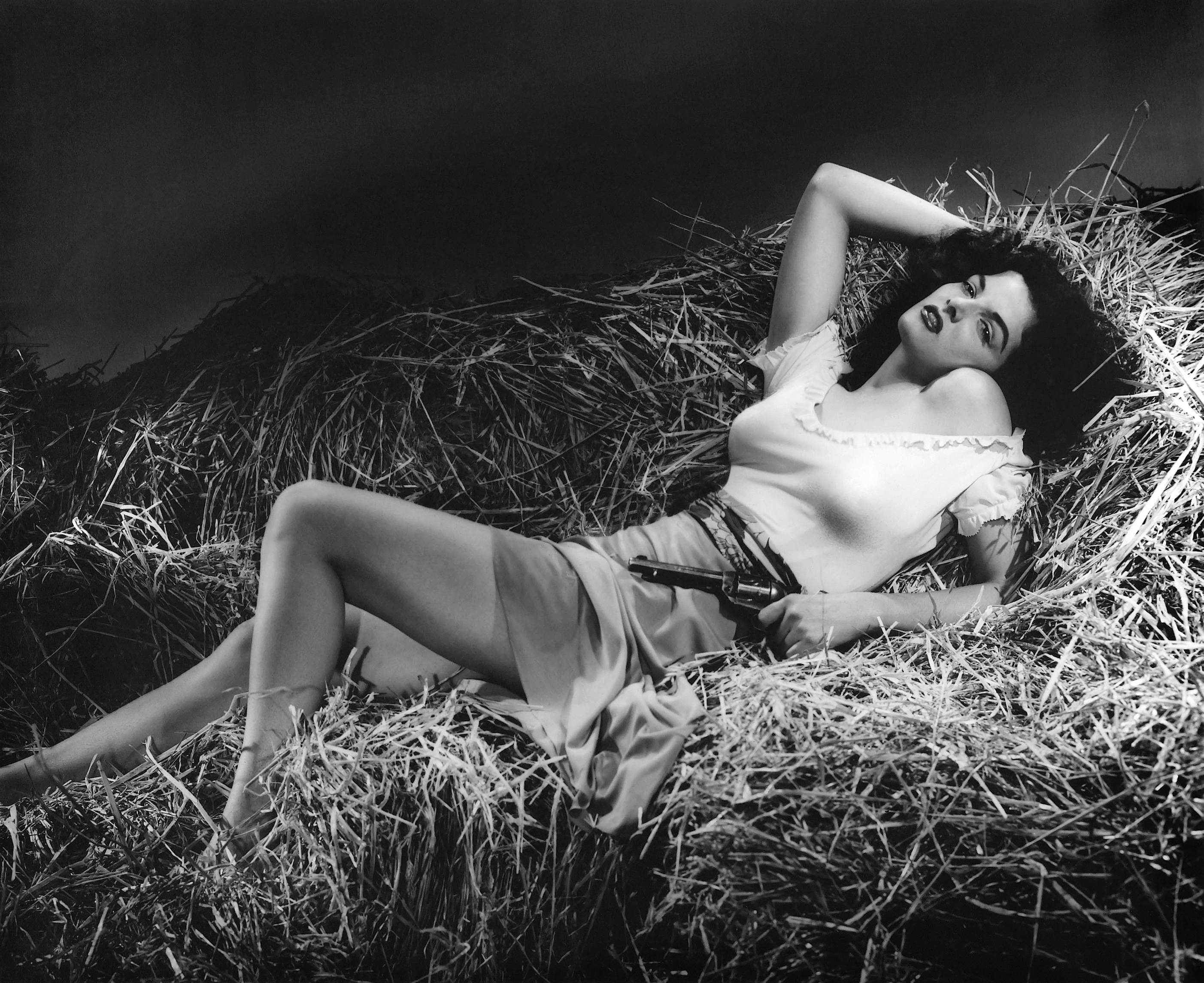
Jane Russell photographiée par George Hurrell en 1943.

George Hurrell (né le 1er juin 1904 à Cincinnati et mort le 17 mai 1992 à Los Angeles) est un photographe américain surtout connu pour sa contribution à l'image glamour du cinéma hollywoodien dans les années 1930 et 1940.

## Biographie
George Hurrell commence une carrière de peintre avant de se tourner vers la photographie et d'ouvrir un studio à Los Angeles à la fin des années 1920. Ses photographies de Ramon Novarro et de Norma Shearer lui ouvrent les portes d'Hollywood. Il travaille pour Metro-Goldwyn-Mayer jusqu'en 1932 puis à son propre compte, faisant des portraits artistiques de nombreuses stars du cinéma dans les années 1930 et 1940.
Après la deuxième guerre mondiale, son style glamour tombe en défaveur à Hollywood et il s'installe à New York où il travaille pour des magazines de mode et des publicités. À partir des années 1970, il réalise surtout des pochettes d'album, entre autres celles de Foreign Affairs de Tom Waits (1977), Mirage de Fleetwood Mac (1982), The Works de Queen (1984) et Press to Play de Paul McCartney (1986). 